# Eroi Denk
Eroi Denk es un deportista alemán que compitió en taekwondo. Ganó una medalla de oro en el Campeonato Europeo de Taekwondo de 2000, en la categoría de –62 kg.

## Palmarés internacional
| Campeonato Europeo | Campeonato Europeo | Campeonato Europeo | Campeonato Europeo |
| Año                | Lugar              | Medalla            | Categoría          |
| ------------------ | ------------------ | ------------------ | ------------------ |
| 2000               | Patras (Grecia)    | Medalla de oro     | –62 kg             |